# Vickers-Terni da 25,4 mm Mod. 1916

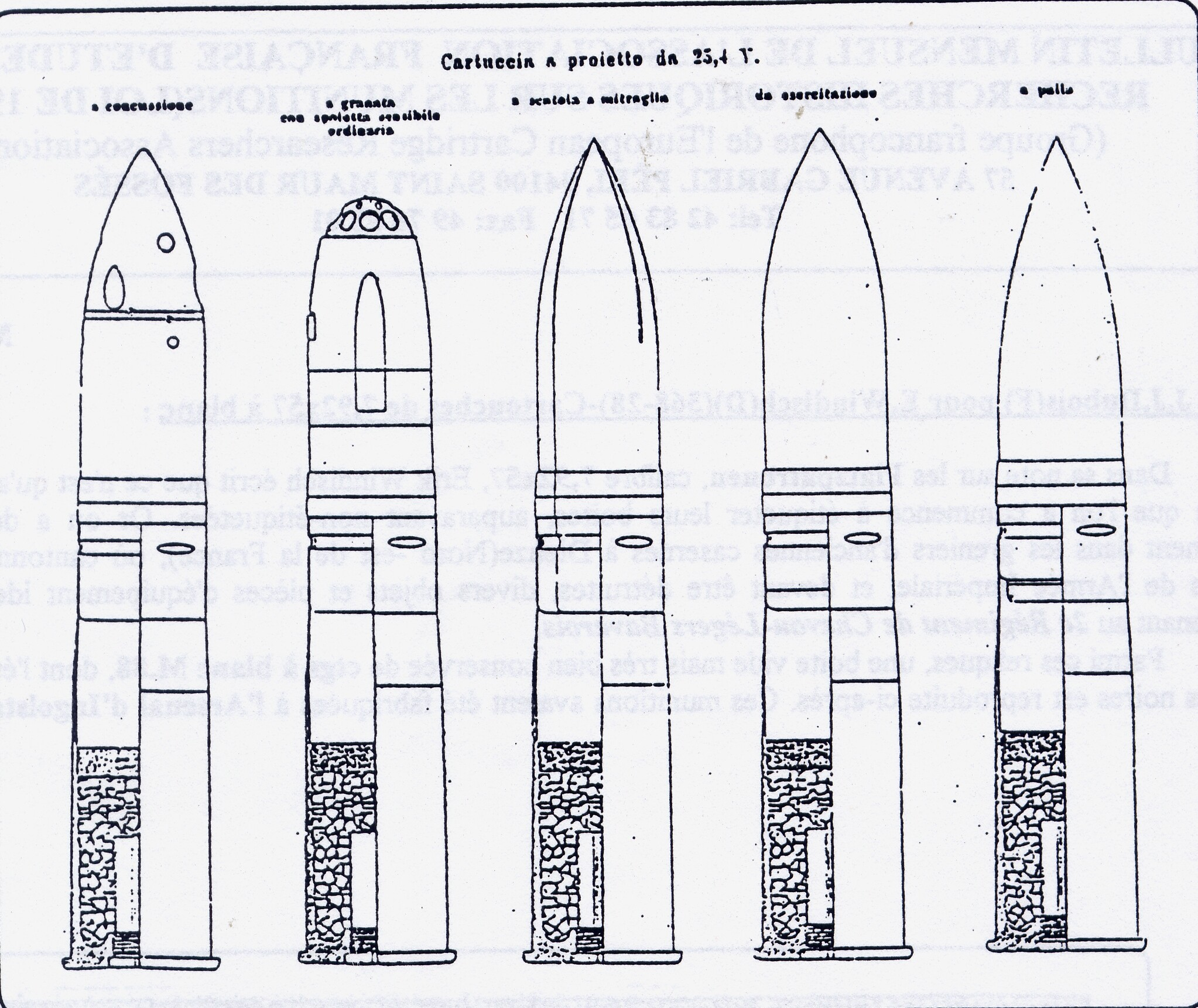
Cartuccia a proietto da 25,4 V.

Il Vickers-Terni da 25,4 mm Mod. 1916 è stato un cannone automatico progettato, come il simile competitore FIAT-Revelli da 25,4 Mod. 1917, per armare gli aerei del Corpo Aeronautico Militare. L'arma era una copia su licenza, e calibrata per la munizione 25,4 × 87mmR, di un'arma Vickers già esistente, probabilmente del Vickers 1 Pr Mk. I, o del successivo Mk. II (anche se Mk. II potrebbe essere la designazione interna della Vickers per quest'arma), predecessori del Vickers 1 Pr MK. III.
L'arma era automatica e alimentata a nastri con una cadenza di 150 colpi/minuto. L'azione è descritta nelle fonti come "a lungo rinculo", ma è più probabile che fosse un'azione a corto rinculo con blocco a ginochiello di tipo Vickers-Maxim: infatti la ditta Vickers ebbe successo nello scalare il suo sistema di azionamento fino a 40mm di calibro. Pesava 50 Kg ed era lunga complessivamente 137 cm, con una canna lunga 76 cm.

## Storia
Il primo esemplare dell'arma venne acquistato dal Regno d'Italia nel 1912 nell'ambito della commissione interforze istituita da Marina ed Esercito per la sperimentazione di materiali controaerei. L'arma acquistata era esclusivamente per impiego antiaereo terrestre e non era ancora nella sua forma definitiva con la canna ricoperta dai vari anelli del radiatore ma presentava un manicotto in lamiera con quattro aperture oblunghe per lato per la circolazione dell'aria.
Il primo test aeronautico avvenne nel 1914, quando venne installata sperimentalmente su un Farman mod.1914.
Con l'avvicinarsi della guerra nel maggio 1915 la singola arma disponibile venne data in dotazione alla 3ª sezione del neonato Reparto Artiglieria Controaerei, destinata alla difesa del cantiere per dirigibili di Baggio.
Nel novembre 1915 la 3ª sezione diveniva 3ª batteria e veniva destinata alla difesa del cantiere dirigibili di Casarsa mantenendo la singola arma Vickers da 25,4 mm in servizio almeno fino alla fine del primo anno di guerra.
Nel maggio 1916 vennero rifatte le prove in volo con risultati soddisfacenti ma a dicembre dello stesso anno il Reparto Artiglieria Aerea si espresse a favore dell'arma Fiat paricalibro.
Nel 1917 la Vickers-Terni iniziò la produzione su licenza dell'arma, nella sua vesta definitiva, ordinata in cento esemplari. Di questi solo 64 (o 80) vennero effettivamente costruiti e solo 44 consegnati prima della fine del conflitto. I primi due esemplari di produzione italiana vennero testati con esito negativo nel gennaio 1918. Eccezion fatta per i singoli test aeronautici tutti gli esemplari vennero utilizzati a terra per la protezione antiaerea dei campi d'aviazione.
Dopo la guerra l'arma restò in produzione presso la Vickers-Terni ancora per alcuni anni, venendo venduta a: Turchia (3 armi), Argentina (24 armi) e Svezia dove venne adottata col nome di 25mm Kulspruta M/22 (sembra camerata in una cartuccia diversa: la 25.4×95mmR) per armare i tre sommergibili della sua Marina classe Draken, il singolo Valen e il posamine Clas Fleming.

Evidenze fotografiche mostrano il suo uso anche da parte di truppe cinesi durante la Difesa della Grande Muraglia.

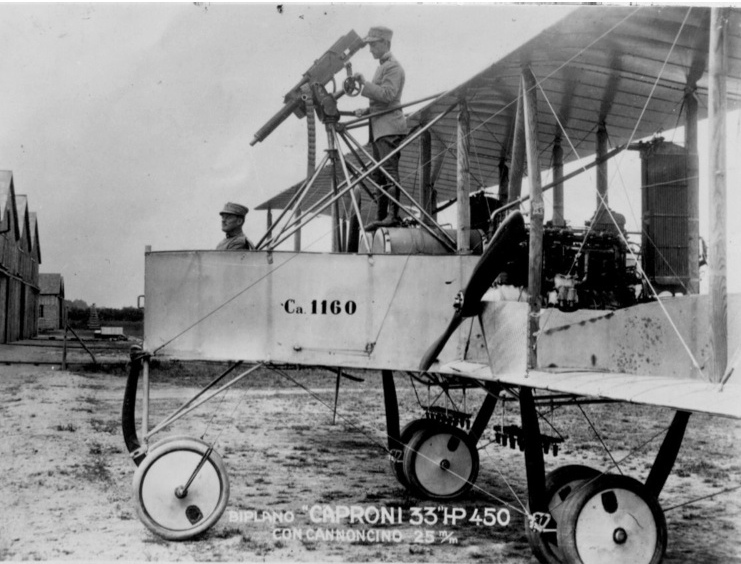
Vickers-Terni da 25.4mm Mod.1916 durante i test su aereo Caproni Ca.33

È ben nota almeno una foto che mostra chiaramente l'arma montata su un aereo Caproni, scattata probabilmente durante uno dei vari test condotti verso la fine del 1916 (anche se il fotografo/sviluppatore originario la identifica erroneamente come una FIAT-Revelli) ed un'altra che mostra l'arma montata su un qualche tipo di installazione aeronautica flessibile.

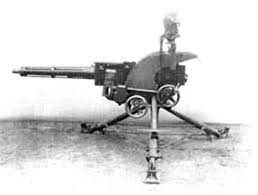
Il primo esemplare sperimentale su affusto antiaereo terrestre acquistato dall'Italia nel 1912.